# Kvarnsjön, Medelpad
Kvarnsjön är en sjö i Sundsvalls kommun i Medelpad och ingår i Ljungans huvudavrinningsområde. Sjön har en area på 0,138 kvadratkilometer och ligger 177 meter över havet. Sjön avvattnas av vattendraget Hasselån.

## Delavrinningsområde
Kvarnsjön ingår i det delavrinningsområde (690345-155222) som SMHI kallar för Utloppet av Kvarnsjön. Medelhöjden är 197 meter över havet och ytan är 0,87 kvadratkilometer. Räknas de 4 avrinningsområdena uppströms in blir den ackumulerade arean 52,33 kvadratkilometer. Hasselån som avvattnar avrinningsområdet har biflödesordning 3, vilket innebär att vattnet flödar genom totalt 3 vattendrag innan det når havet efter 53 kilometer. Avrinningsområdet består mestadels av skog (74 procent). Avrinningsområdet har 0,14 kvadratkilometer vattenytor vilket ger det en sjöprocent på 15,9 procent.